# Хэрвуд, Марлон
Ма́рлон А́ндерсон Хэ́рвуд (англ. Marlon Anderson Harewood; род. 25 августа 1979, Хампстед, Большой Лондон) — английский футболист, нападающий.

## Карьера

### «Ноттингем Форрест»
Воспитанник английского клуба «Ноттингем Форест», дебютировал в первой команде в 1998 году. В этот же год отправлен в аренду в финский клуб «Хака», выиграл с этим клубом Финский чемпионат и кубок Финляндии. В 1999 году опять отправлен в аренду, на сей раз в «Ипсвич Таун», забил 1 гол в шести матчах. В Первом Дивизионе он заработал репутацию смертоносного форварда, наколотив в 196 матчах чемпионата 51 гол и забив 4 гола в 23 кубковых выступлениях. Так как «Форрест» в те времена катился в финансовую бездну, Хэрвуду в 2003 году предложили новый контракт с пониженной зарплатой, который Марлон отверг и в том же году покинул воспитавший его клуб.

### «Вест Хэм»
В ноябре 2003 года Хэрвуд перешёл в «Вест Хэм Юнайтед» за 0,5 миллиона фунтов стерлингов. После подписания контракта тогдашний тренер «Вест Хэма» Алан Пардью надеялся, что новый нападающий поможет «Вест Хэму» в завоевании путёвки в Английскую Премьер-Лигу.
В сезоне 2004—2005 года стал лучшим бомбардиром команды с 23 мячами, которые помогли пробиться «Вест Хэму» в плей-офф Первого Дивизиона и, в конце концов, завоевать повышение в классе. В сезоне 2005—2006 он также оставался главной ударной силой «Вест Хэма» и записал в свой актив 14 голов. В том году «Вест Хэм» пробился в финал Кубка Англии, где уступил в серии послематчевых пенальти «Ливерпулю».
В мае 2007 года Хэрвуд подтвердил, что покинет «Вест Хэм» по окончании сезона.

### «Астон Вилла»
В июле 2007 года стало известно, что Хэрвуд перешёл в бирмингемскую «Астон Виллу» за 4 млн фунтов стерлингов, подписав 3-летний контракт. 28 ноября 2007 года Хэрвуд забил свой сотый мяч в лиге, в котором «Вилла» победила «Блэкберн Роверс» со счётом 4:0. В «Астон Вилле» Хэрвуд выходил практически всегда на замену и переворачивал ход матча. 21 января 2008 года забил свой второй гол в чемпионате, выйдя на замену. Его гол помог бирмингемцам вырвать ничью с «Ливерпулем». Несмотря на его хорошие выступления со скамейки запасных тренер «Астон Виллы» Мартин О'Нил не доверял ему место в стартовом составе, используя Марлона как супер-замену. После прибытия на «Вилла Парк» Эмиля Хески в январе 2009 года пресса писала, что дни Хэрвуда в стане «Виллы» сочтены, и что Марлон скорее всего отправится в «Сток Сити», «Шеффилд Юнайтед» или «Мидлсбро».

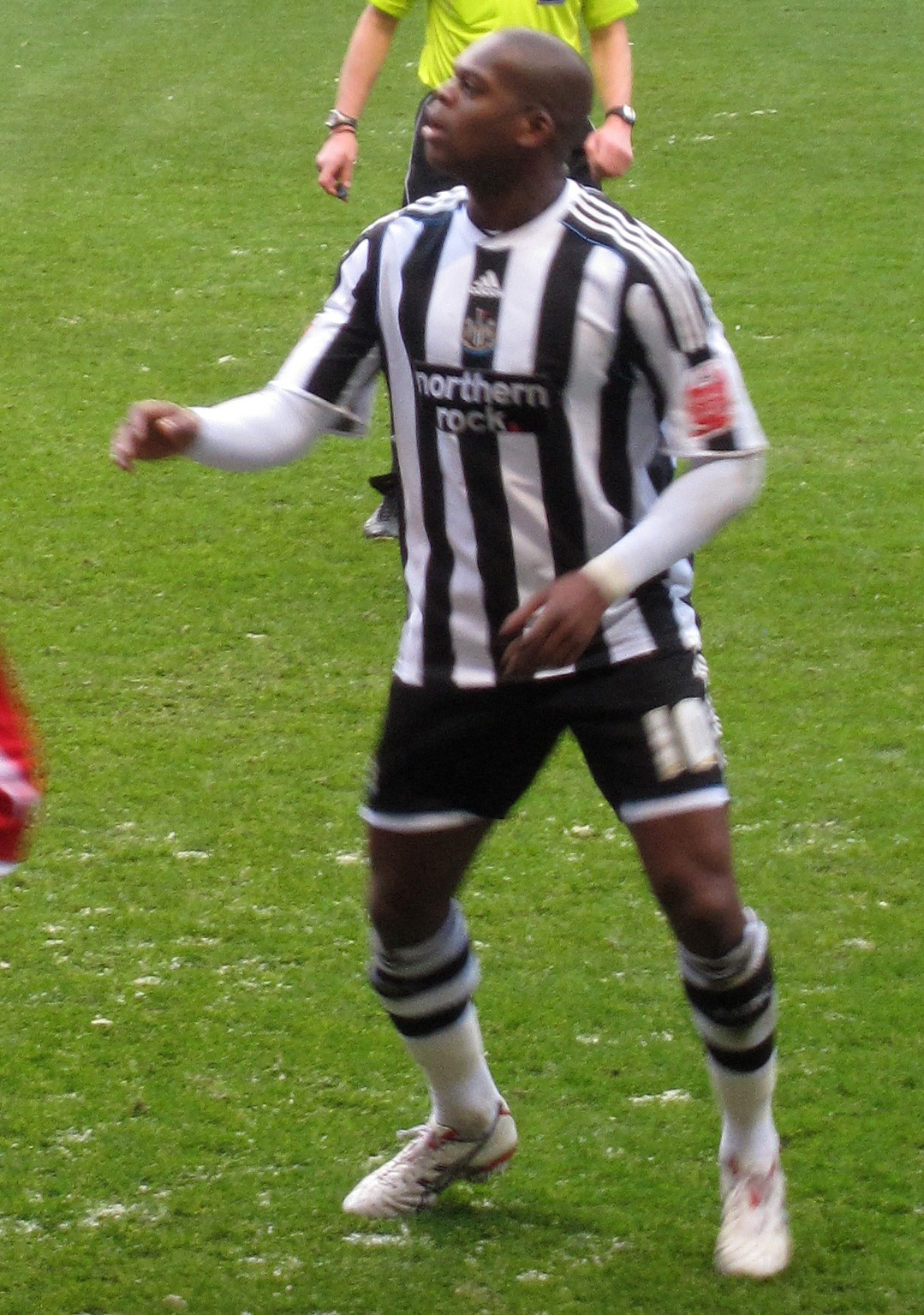
Хэрвуд в составе «Ньюкасла».

### Аренда в «Вулверхэмптоне»
23 марта 2009 года Хэрвуд перешёл в «Вулверхэмптон Уондерерс» на правах аренды до конца сезона. Сыграл 5 матчей в составе «волков».

### Аренда в «Ньюкасле»
24 сентября 2009 года, Хэрвуд перешёл в «Ньюкасл Юнайтед» на правах 3-месячной аренды. Дебютировал в составе «сорок» 26 сентября 2009 года, выйдя на замену на 64-й минуте. 30 сентября в игре против «Куинз Парк Рейнджерс» забил свой первый гол за «Ньюкасл». Затем он забил ещё 3 гола и в декабре вернулся в «Астон Виллу».

### Аренда в «Барнсли»
26 февраля 2011 года Хэрвуд отдан в аренду в «Барнсли» до конца сезона 2010—2011. Первый гол за новую команду игрок провёл 8 марта 2011 года в матче против «Сканторп Юнайтед», а команда победила со счётом 2:1.

### «Гуанчжоу»
8 июля 2011 Хэрвуд подписал шестимесячный контракт с клубом «Шэньчжэнь Феникс», представляющим Первую лигу Китая. В настоящее время команда называется «Гуанчжоу Фули». Дебют за новый клуб состоялся 9 июля в домашнем матче против «Яньбянь Чанбайху», в котором он вышел на замену вместо Вэнь Чао на 55-й минуте, а команда победила 2 : 1.

### Ноттингем Форест
После десяти матчей в Китае Марлон решил вернуться в родной клуб «Ноттингем Форест», с которым подписал контракт на четыре месяца.